# Lexem
Folosită în lexicologie, noțiunea de lexem nu are o definiție general acceptată. De cele mai multe ori se afirmă că este unitatea de bază a lexicului și că nu coincide cu noțiunea de cuvânt, dar definițiile diferă în a stabili ce este această unitate.

## Lexemul ca cuvânt-titlu de dicționar
Pentru unii lingviști, lexemul ca unitate de bază a lexicului este cuvântul așa cum apare în dicționare în calitate de cuvânt-titlu. În acest sens este un element abstract ce aparține limbii, cuvântul fiind un element concret ce ține de vorbire, în conformitate cu concepția lingvistului Ferdinand de Saussure despre limbă ca sistem abstract care se realizează concret în vorbire. Lexemul ca element abstract este un semn lipsit de mijloace gramaticale, de rol sintactic. În afara vorbirii există doar ca posibilitate, pe când în vorbire există realmente. Sensul lexemului considerat în sine se poate schimba deseori sub influența celeorlalte elemente ale vorbirii, dar sensurile din vorbire rămân legate de sensul permanent al lexemului.
Astfel, cuvântul-titlul din dicționar este un lexem, iar formele sale gramaticale sunt cuvinte. De exemplu, complexul sonor en  write „scrie” este în același timp lexem și cuvânt, una din realizările lexemului, iar formele sale gramaticale writes „(el/ea) scrie”, wrote „(el/ea) a scris”, written „scris, -ă” sunt numai cuvinte, alte realizări ale lexemului. De asemenea, en  big „mare” este un lexem, iar bigger „mai mare” și biggest „cel/cea mai mare” – cuvinte.
Lexemul poate fi un cuvânt rădăcină, care este un singur element lexical, un morfem lexical, bunăoară hu  él „trăiește”, tavasz „primăvară”, hat „șase”, sau poate fi compus din mai multe elemente, fiind un derivat (ex. legelész „paște alene”, elnémul „amuțește”) sau un cuvânt compus: pásztorlegény „păstor tânăr”. Unii autori consideră că în acest caz este vorba de lexeme care sunt părți ale altui lexem, de exemplu, lexemul en  writer „scriitor” – al lexemului ghostwriter „scriitor fantomă” (care scrie pentru altcineva, sub semnătura acestuia). Lexeme cu comportament aparte sunt siglele și acronimele, de exemplu hu  MÁV „Căile Ferate Ungare de Stat”, respectiv Malév „Întreprinderea Ungară de Trafic Aerian”.
Un caz deosebit este cel al lexemului cu forme gramaticale printre care sunt și forme supletive. Astfel, lexemul hu  sok „mult” are și o formă gramaticală dată de alt cuvânt, több „mai mult”. Corespondentele acestui lexem se comportă la fel și în alte limbi: fr  beaucoup „mult” – plus „mai mult”, hr  mnogo „mult” – više „mai mult”.
Unii autori opun noțiunea de lexem celei de gramem (fr  grammème), termen format de la „gramatică”. Acesta poate fi un afix sau un cuvânt autonom și, ca atare, cuvânt-titlu de dicționar, fiind vorba de un cuvânt gramatical: le „-ul” (articol), pour „pentru” (prepoziție), et „și” (conjuncție) etc.

## Noțiunea de lexem extinsă la rădăcină
Unii lingviști consideră că lexemul poate fi cuvânt autonom, dar poate fi lexem și o rădăcină. Astfel, de exemplu, cuvântul fr  chantant „cântând” nu este o formă a lui chanter „a cânta”, care este cuvânt-titlu în dicționare, dar nu este lexem, ci altă formă gramaticală a lexemului chant-, care este în același timp rădăcină. Alte cuvinte-titlu reprezintă mai multe forme gramaticale, de pildă marche, care înseamnă (eu) merg, (el/ea) merge, mergi!, (eu) să merg, (el/ea) să meargă și mers (substantiv), iar lexemul corespunzător este rădăcina march-.

## Noțiunea de lexem extinsă la expresia idiomatică
Unii lingviști sunt de părere că noțiunea de lexem nu poate fi limitată la cel reprezentat de un singur complex sonor corespunzător unui cuvânt scris, deoarece există grupuri de cuvinte în care acestea nu au sensul pe care îl au când sunt autonome, ci au împreună un sens nou, adică sunt expresii idiomatice, care ar trebui considerate lexeme. Astfel ar fi en  kick the bucket „a da ortul popii” (literal „a da cu piciorul în găleată”) sau hu  egy gyékényen árulnak „gândesc/se comportă la fel” (literal „(ei/ele) vând pe aceeași rogojină”). Alți autori nu sunt de acord cu această viziune, considerând astfel de expresii nu lexeme, ci frazeme.